# Carlos César Neves
Carlos César Neves (* 21. April 1987 in Uberaba) ist ein ehemaliger brasilianischer Fußballspieler. Der Rechtsfuß wurde auf der rechten Abwehr- oder Mittelfeldseite eingesetzt.

## Karriere
Carlos César startete seine Laufbahn in der Jugendmannschaft von Criciúma EC. Hier schaffte er 2006 auch den Sprung in den Profikader. Sein erstes Ligaspiel bestritt er aber erst nach seinem Wechsel um Guarani FC. Am 25. Juli 2009 gab er in der Série B sein Debüt gegen den ABC Natal. Sein erstes Ligator gelang ihm 14. September 2011, nunmehr beim Boa EC, in der Série B gegen seinen ehemaligen Klub Guarani FC. 2011 kam er zu Atlético Mineiro. Bei dem Klub kam er nur in der Saison 2016 über die Rolle eines Reservespielers hinaus und wurde mehrmals ausgeliehen. Beim Gewinn der Copa Libertadores 2013, saß er viermal auf der Bank, kam aber zu keinen Einsätzen. Ende Juli 2019 ließ Atlético den Kontrakt mit ihm auslaufen.
Im Januar 2020 kehrte Carlos César zu seinem ersten Profiklub Criciúma zurück. Nach Abschluss der Série C im November des Jahres verließ er den Klub wieder. Im März 2021 unterzeichnete Carlos César beim Boa EC, für welchen er 10 Jahre zuvor kurzzeitig aktiv war. Nach Beendigung der Staatsmeisterschaft verließ er den Klub wieder und beendete seine aktive Laufbahn. 

## Erfolge
Atlético Mineiro
- Campeonato Mineiro: 2012, 2013, 2015, 2017
- Copa Libertadores: 2013